# Yvonne Kranz-Baltensperger
Yvonne Kranz-Baltensperger (1973, Innsbruck) es una aracnóloga, y entomóloga suiza.
Se graduó en las universidades de Innsbruck y Viena.
Desarrolla actividades académicas en el Museo de Historia Natural de Berna. Es profesora asociada de la Universidad de Berna.
Se especializa en pseudoescorpiones y en arácnidos de la región Indomalaya.

## Algunas publicaciones
- hannes Baur, tvonne Kranz-Baltensperger, astrid Cruaud et al. 2014. Morphometric analysis and taxonomic revision of Anisopteromalus Ruschka (Hymenoptera: Chalcidoidea: Pteromalidae) – an integrative approach, 601-709. In Systematic Entomology.

- norman i. Platnick, lily Berniker, yvonne Kranz-Baltensperger. 2012 The Goblin Spider Genus Ischnothyreus (Araneae, Oonopidae) in the New World. Am. Museum Novitates 3759:1-32 doi: http://dx.doi.org/10.1206/3759.2

- y. Kranz-Baltensperger. 2012. Three new species of the oonopid spider genus Ischnothyreus (Araneae: Oonopidae) from Tioman Island (Malaysia). Zootaxa 3161: 37–47

- -----------------------------. 2011. The oonopid spider genus Ischnothyreus in Borneo (Oonopidae, Araneae). Zootaxa 2939: 1–49

- -----------------------------, norman i. Platnick, nadine Dupérré. 2009. A New Genus of the Spider Family Caponiidae (Araneae, Haplogynae) from Iran. American Museum novitates 3656. Ed. Am. Museum of Natural History, 12 pp.

## Algunos taxones descritos
- Brignolia ankhu Platnick, Dupérré, Ott & Kranz-Baltensperger, 2011
- Brignolia assam Platnick, Dupérré, Ott & Kranz-Baltensperger, 2011
- Brignolia bengal Platnick, Dupérré, Ott & Kranz-Baltensperger, 2011
- Brignolia cardamom Platnick, Dupérré, Ott & Kranz-Baltensperger, 2011
- Brignolia chumphae Platnick, Dupérré, Ott & Kranz-Baltensperger, 2011
- Brignolia cobre Platnick, Dupérré, Ott & Kranz-Baltensperger, 2011
- Brignolia dasysterna Platnick, Dupérré, Ott & Kranz-Baltensperger, 2011
- Brignolia diablo Platnick, Dupérré, Ott & Kranz-Baltensperger, 2011
- Brignolia elongata Platnick, Dupérré, Ott & Kranz-Baltensperger, 2011
- Brignolia gading Platnick, Dupérré, Ott & Kranz-Baltensperger, 2011
- Brignolia jog Platnick, Dupérré, Ott & Kranz-Baltensperger, 2011
- Brignolia kaikatty Platnick, Dupérré, Ott & Kranz-Baltensperger, 2011
- Brignolia kapit Platnick, Dupérré, Ott & Kranz-Baltensperger, 2011
- Brignolia karnataka Platnick, Dupérré, Ott & Kranz-Baltensperger, 2011
- Brignolia kodaik Platnick, Dupérré, Ott & Kranz-Baltensperger, 2011
- Brignolia kumily Platnick, Dupérré, Ott & Kranz-Baltensperger, 2011
- Brignolia mapha Platnick, Dupérré, Ott & Kranz-Baltensperger, 2011
- Brignolia nilgiri Platnick, Dupérré, Ott & Kranz-Baltensperger, 2011
- Brignolia palawan Platnick, Dupérré, Ott & Kranz-Baltensperger, 2011
- Brignolia ratnapura Platnick, Dupérré, Ott & Kranz-Baltensperger, 2011
- Brignolia rothorum Platnick, Dupérré, Ott & Kranz-Baltensperger, 2011
- Brignolia schwendingeri Platnick, Dupérré, Ott & Kranz-Baltensperger, 2011
- Brignolia sinharaja Platnick, Dupérré, Ott & Kranz-Baltensperger, 2011
- Brignolia sukna Platnick, Dupérré, Ott & Kranz-Baltensperger, 2011
- Brignolia suthep Platnick, Dupérré, Ott & Kranz-Baltensperger, 2011
- Brignolia valparai Platnick, Dupérré, Ott & Kranz-Baltensperger, 2011
- Iraponia Kranz-Baltensperger, Platnick & Dupérré, 2009
- Iraponia scutata Kranz-Baltensperger, Platnick & Dupérré, 2009
- Ischnothyreus balu Kranz-Baltensperger, 2011
- Ischnothyreus barus Kranz-Baltensperger, 2011
- Ischnothyreus danum Kranz-Baltensperger, 2011
- Ischnothyreus deelemanae Kranz-Baltensperger, 2011
- Ischnothyreus elvis Kranz-Baltensperger, 2011
- Ischnothyreus falcifer Kranz-Baltensperger, 2011
- Ischnothyreus flabellifer Kranz-Baltensperger, 2011
- Ischnothyreus flippi Kranz-Baltensperger, 2011
- Ischnothyreus florifer Kranz-Baltensperger, 2011
- Ischnothyreus fobor Kranz-Baltensperger, 2011
- Ischnothyreus hooki Kranz-Baltensperger, 2011
- Ischnothyreus jojo Kranz-Baltensperger, 2011
- Ischnothyreus kalimantan Kranz-Baltensperger, 2011
- Ischnothyreus matang Kranz-Baltensperger, 2011
- Ischnothyreus mulumi Kranz-Baltensperger, 2011
- Ischnothyreus namo Kranz-Baltensperger, 2012
- Ischnothyreus rex Kranz-Baltensperger, 2011
- Ischnothyreus serapi Kranz-Baltensperger, 2011
- Ischnothyreus tekek Kranz-Baltensperger, 2012
- Ischnothyreus tioman Kranz-Baltensperger, 2012
- Pelicinus churchillae Platnick, Dupérré, Ott, Baehr & Kranz-Baltensperger, 2012
- Pelicinus damieu Platnick, Dupérré, Ott, Baehr & Kranz-Baltensperger, 2012
- Pelicinus deelemanae Platnick, Dupérré, Ott, Baehr & Kranz-Baltensperger, 2012
- Pelicinus duong Platnick, Dupérré, Ott, Baehr & Kranz-Baltensperger, 2012
- Pelicinus johor Platnick, Dupérré, Ott, Baehr & Kranz-Baltensperger, 2012
- Pelicinus khao Platnick, Dupérré, Ott, Baehr & Kranz-Baltensperger, 2012
- Pelicinus koghis Platnick, Dupérré, Ott, Baehr & Kranz-Baltensperger, 2012
- Pelicinus lachivala Platnick, Dupérré, Ott, Baehr & Kranz-Baltensperger, 2012
- Pelicinus madurai Platnick, Dupérré, Ott, Baehr & Kranz-Baltensperger, 2012
- Pelicinus monteithi Platnick, Dupérré, Ott, Baehr & Kranz-Baltensperger, 2012
- Pelicinus penang Platnick, Dupérré, Ott, Baehr & Kranz-Baltensperger, 2012
- Pelicinus raveni Platnick, Dupérré, Ott, Baehr & Kranz-Baltensperger, 2012
- Pelicinus sayam Platnick, Dupérré, Ott, Baehr & Kranz-Baltensperger, 2012
- Pelicinus schwendingeri Platnick, Dupérré, Ott, Baehr & Kranz-Baltensperger, 2012
- Pelicinus sengleti Platnick, Dupérré, Ott, Baehr & Kranz-Baltensperger, 2012
- Pelicinus tham Platnick, Dupérré, Ott, Baehr & Kranz-Baltensperger, 2012
- Trilacuna diabolica Kranz-Baltensperger, 2011
- Trilacuna merapi Kranz-Baltensperger & Eichenberger, 2011

## Honores

### Eponimia
- Prethopalpus kranzae Baehr, 2012

## Abreviatura (zoología)
La abreviatura Kranz-Baltensperger  se emplea para indicar a Yvonne Kranz-Baltensperger como autoridad en la descripción y taxonomía en zoología.